# Variometro

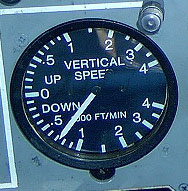
Variometro

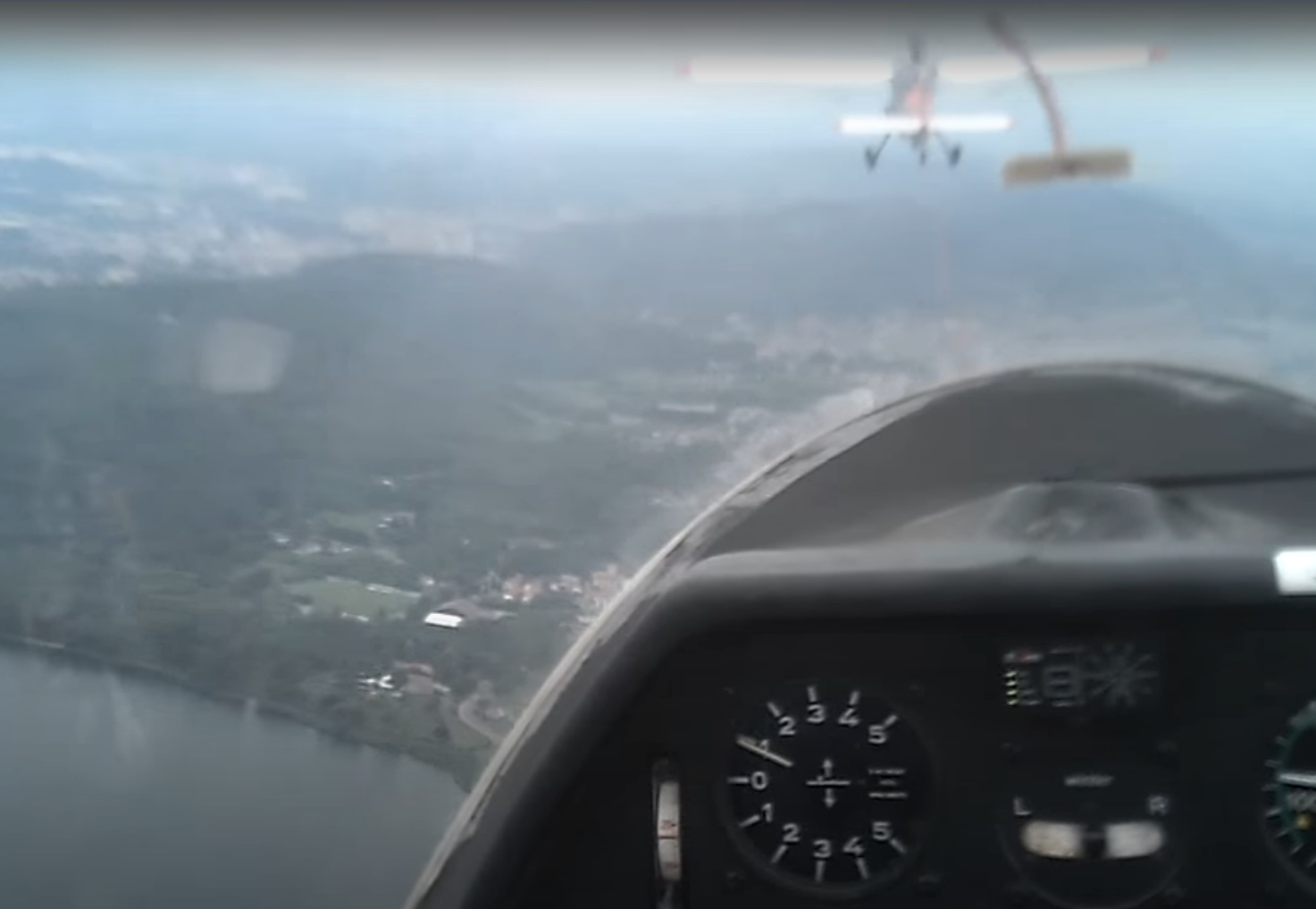
Variometro con unità metriche di un aliante al traino

In aeronautica, il variometro è uno strumento di volo a capsula (come l'altimetro e l'anemometro) installato a bordo degli aeromobili.
Il variometro indica la componente verticale della velocità dell'aeromobile (velocità ascensionale/discensionale, velocità di salita/discesa) espressa in centinaia o migliaia di piedi al minuto, ft/min (o in metri al secondo sugli alianti), fornendo quindi al pilota informazioni sul moto verticale (variazione di quota nel tempo) del velivolo.
Ricordiamo che questo non è uno strumento primario.
Per strumento primario si intende quello strumento che dà un valore essenziale ai fini della condotta del volo.

## Principio di funzionamento

Schema di variometro pneumatico a diaframma
1. vaso stabilizzatore
2. pressione esterna
3. spillo di compensazione
4. presa statica
5. membrana
6. trasmissione per lancetta

Il variometro può essere di due tipi:
- pneumatico, basato su capsule nelle quali vengono rilevate le variazioni della pressione atmosferica;
- elettronico, che ricava le informazioni da sensori allo stato solido o da ausili alla navigazione, ad es. dal sistema GPS.

Su alcuni alianti inoltre viene installato un variometro ad energia totale, che tiene conto anche della velocità, quindi indica se l'aliante sta effettivamente perdendo o acquistando quota perché si trova in una corrente ascensionale, o se semplicemente ha cambiato assetto: in pratica se il pilota decide di scendere per un breve tratto velocemente per poi risalire nel tratto successivo, il variometro normale segnalerà prima una discesa e poi una salita, mentre il variometro ad energia totale terrà conto della differenza di velocità e segnerà una discesa costante. Per il funzionamento questo tipo di variometro deve essere opportunamente collegato ad un tubo di Venturi o ad una presa di pressione totale (cioè posta davanti e non di lato, quindi influenzata dal movimento dell'aereo).
Variometro pneumatico: il suo funzionamento è legato al passaggio dell'aria in entrata o uscita (a seconda che il velivolo scenda o salga) dalla presa di pressione statica; tale aria raggiunge la cassa dello strumento passando attraverso un capillare, nel quale le perdite di carico sono accentuate. La pressione interna alla cassa quindi aumenta più lentamente rispetto alla pressione nella capsula. Tale discrepanza crea una variazione nella dimensione della capsula che tramite elementi meccanici, segnala sul quadrante, attraverso lo spostamento di una lancetta, l'indicazione riguardante la velocità verticale.